# Monastero delle Orsoline (Brno)
Il monastero delle Orsoline (in ceco Klášter voršilek) è stato un complesso religioso delle Orsoline che comprende anche la chiesa con dedicazione a San Giuseppe. Si trova a Brno, comune del Distretto di Brno-město nella Moravia Meridionale, Repubblica Ceca. Rappresenta una delle architetture barocche più caratteristiche del centro storico della città, appartiene al decanato di Brno della diocesi di Brno e risale al XVII secolo.

## Storia
]

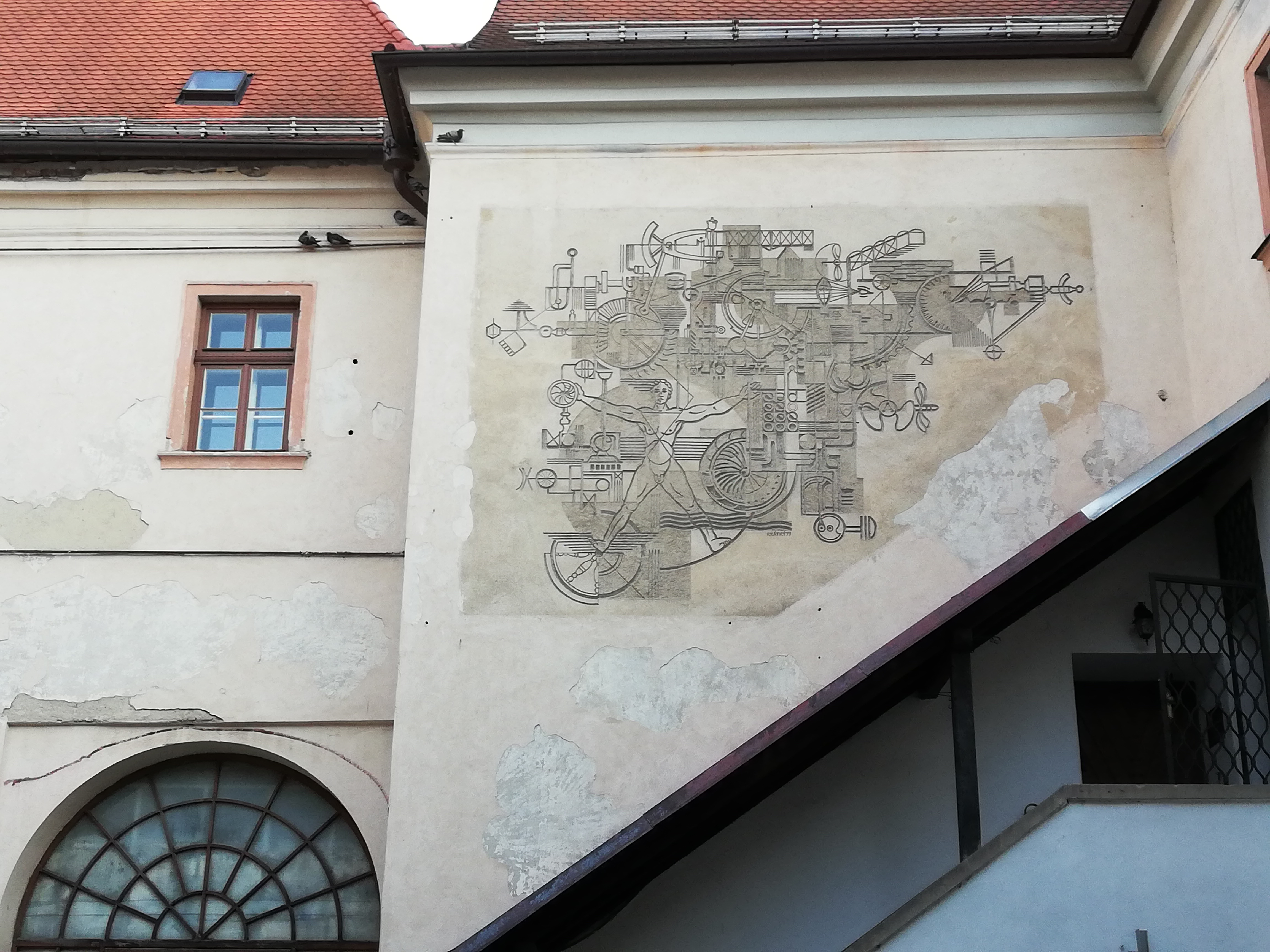
Decorazione murale che ricorda il periodo nel quale, durante il secondo dopoguerra del XX secolo nel periodo sovietico, l'edificio fu sede di un museo della scienza e della tecnica

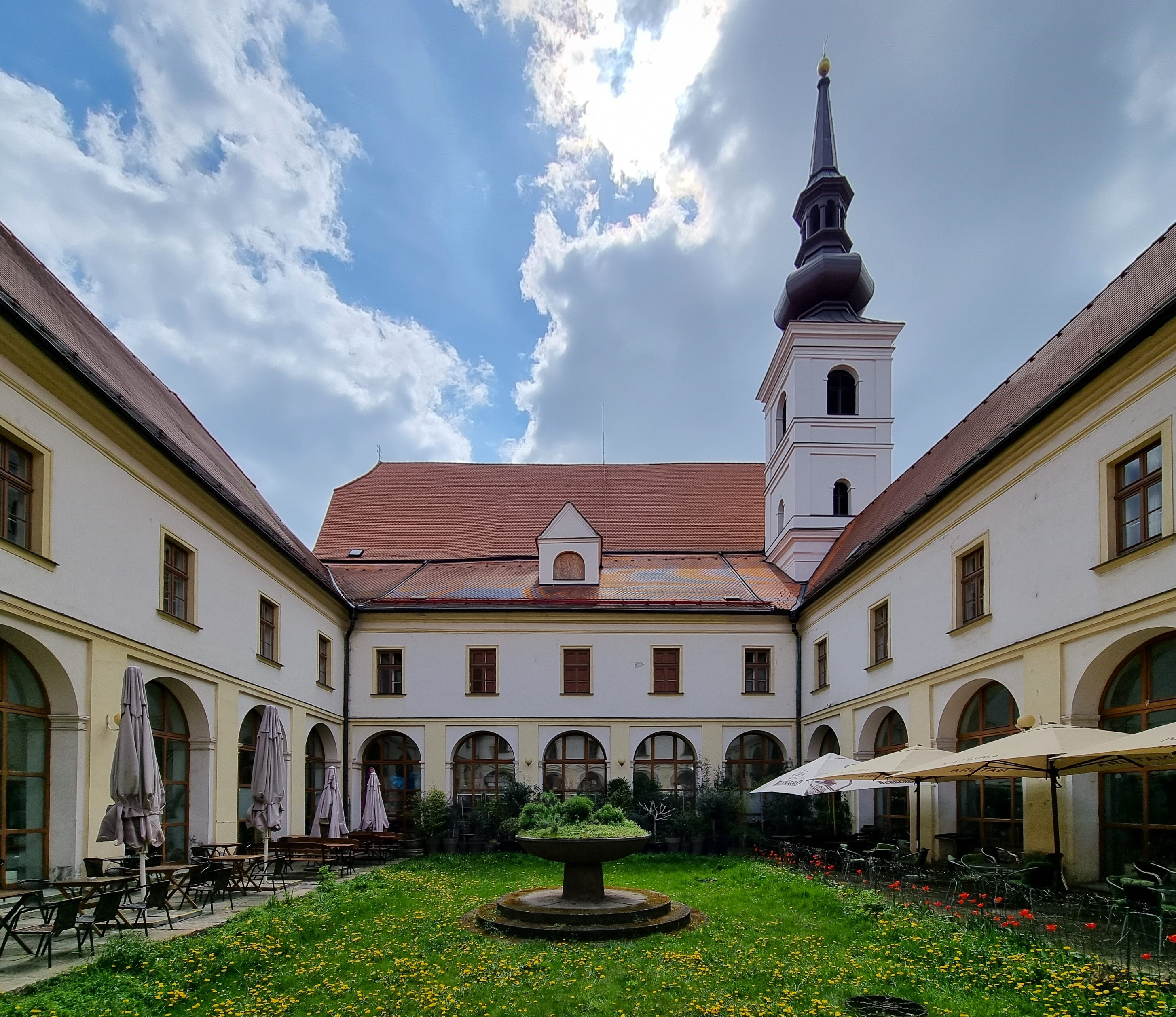
Chiostro interno

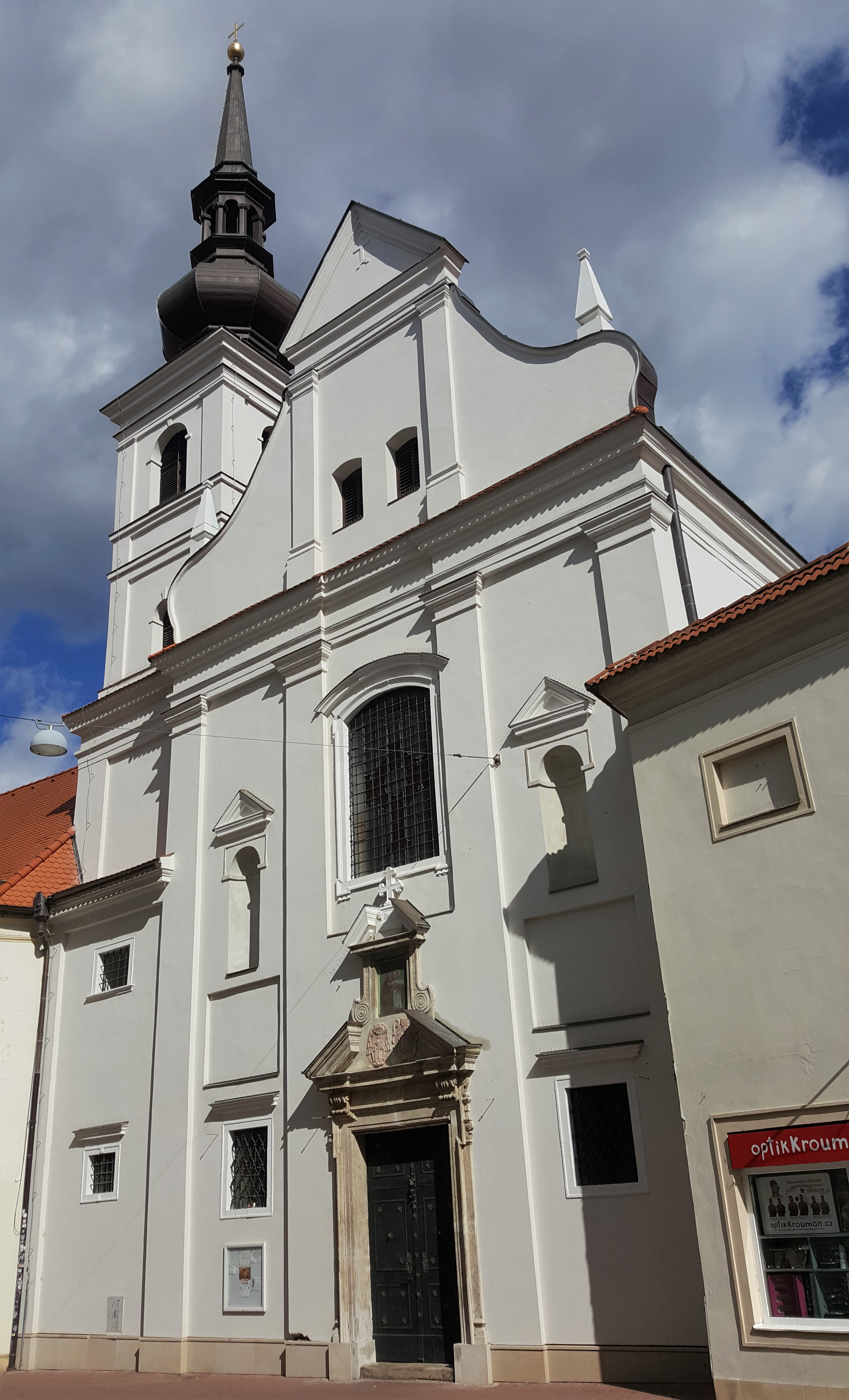
Chiesa di San Giuseppe

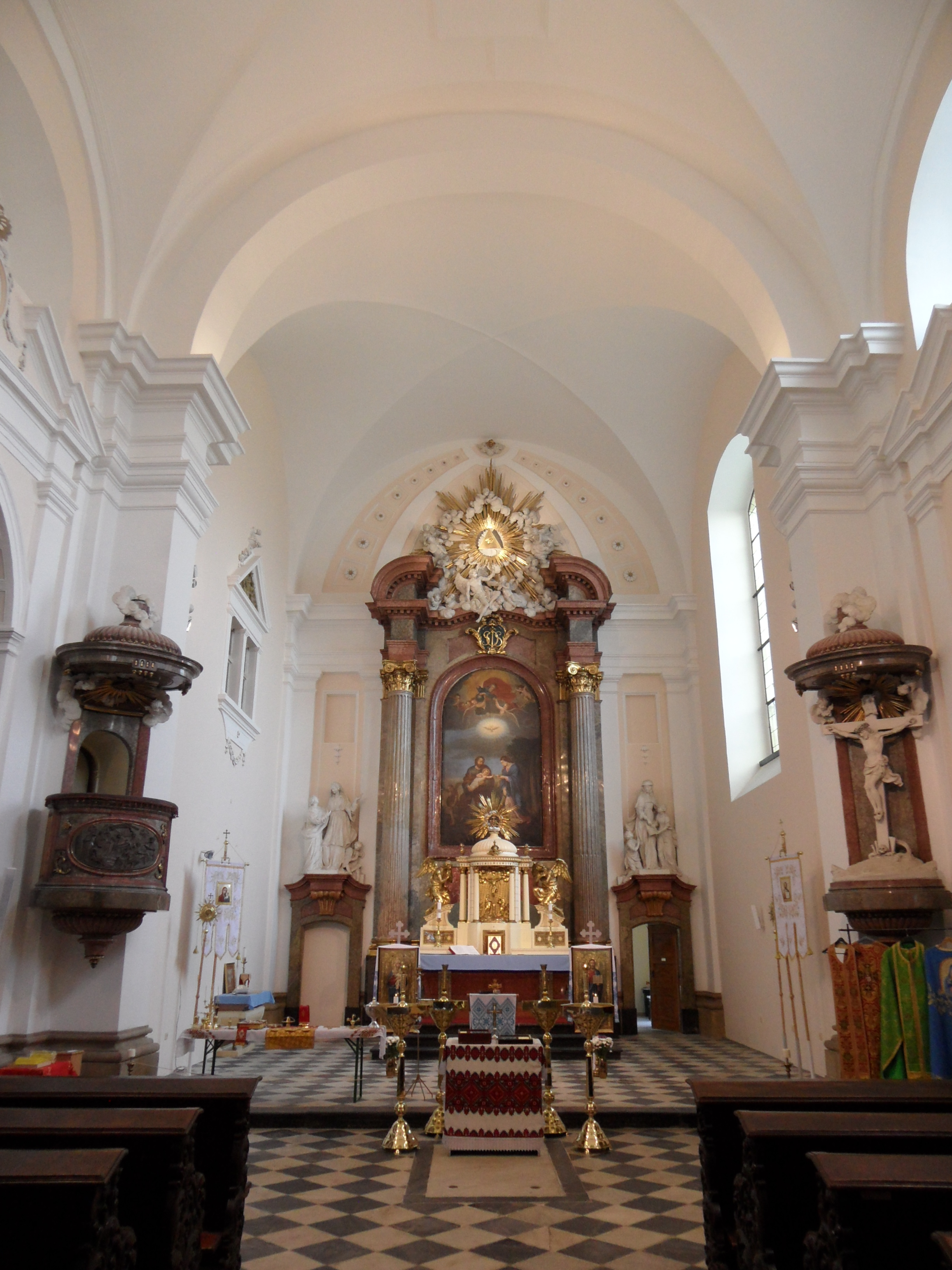
Interno della chiesa di San Giuseppe

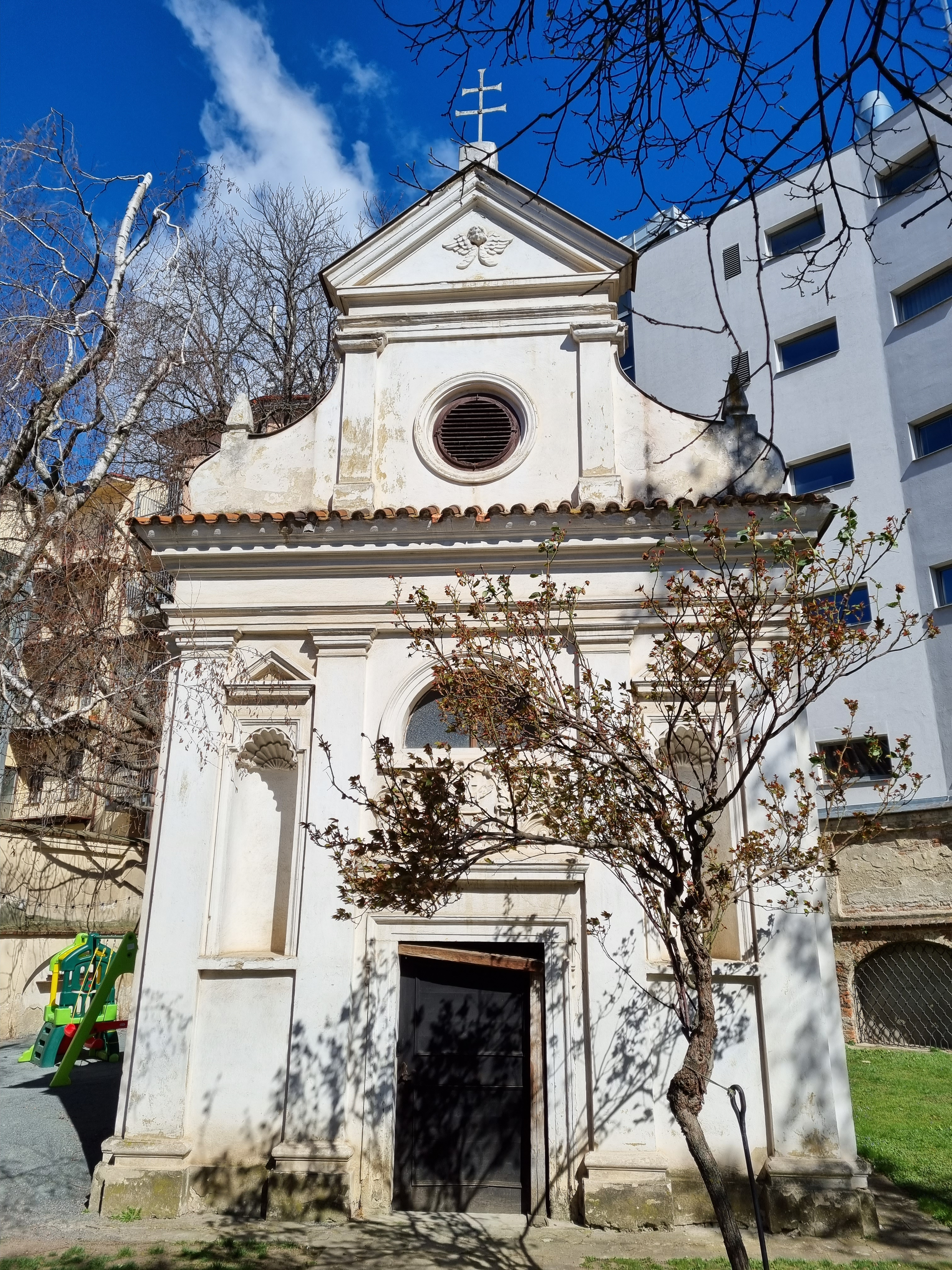
Cappella sepolcrale di Cristo sul Monte degli Ulivi

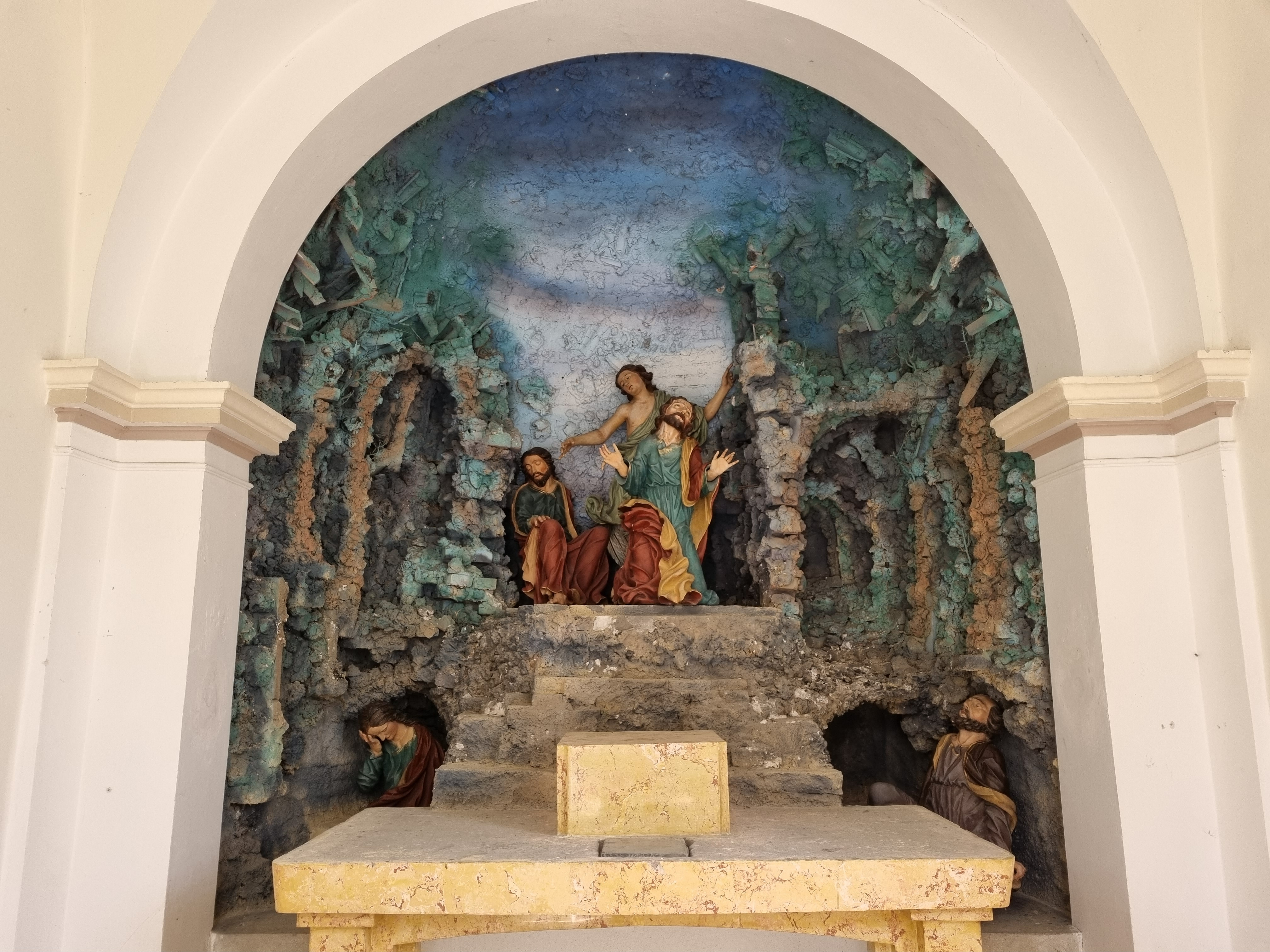
Decorazione absidale nella cappella sepolcrale di Cristo sul Monte degli Ulivi

La moglie di un ricco orafo di Brno, Markéta, quando rimase vedova entrò a far parte delle francescane e a lei si unirono in breve altre vedove e ragazze povere. Nel 1487 acquistarono una casa davanti all'antica porta ebraica dove in seguito fu costruita la stazione ferroviaria e vicino al monastero francescano. Qui vissero sotto la guida della priora svedese Kateřina Stinar. Il cardinale e vescovo di Olomouc Franz Seraph von Dietrichstein decise la trasformazione della loro casa nel primo monastero dell'Ordine dei frati minori di San Francesco ed impose di costruire una chiesa. Lui stesso poi consacrò l'edificio che venne completato nel 1618. Alla fine della guerra dei trent'anni, quando Brno fu assediata dagli svedesi, nel 1643, il monastero e la chiesa vennero bruciati perché il comandante militare della città, Jean-Louis Raduit de Souches, li riteneva un ostacolo per la difesa della città. Nella primavera del 1645 prima del secondo assedio di Brno da parte delle truppe svedesi, le suore francescane si trasferirono poi a Vienna. Non rimasero lontane per lungo tempo e due anni dopo tornarono a Brno, dove si trasferirono nella casa ereditata in via Josefská. In nuovi edifici monastici che ci sono pervenuti furono costruiti tra il 1655 e il 1658 e la data con l'anno 1674 è conservata dipinta sul soffitto dell'allora refettorio. Il monastero venne soppresso con i provvedimenti imposti alla fine del XVIII secolo dall'imperatore e re di Boemia Giuseppe II d'Asburgo-Lorena e in seguito venne rilevato delle Orsoline che gli diedero la forma che ci è pervenuta. Dopo la seconda guerra mondiale fu espropriato e nazionalizzato dall'Unione Sovietica e dal governo comunista locale per divenire un centro museale e poi, con la dissoluzione dell'URSS nel 1991, fu restituito. Venne brevemente utilizzato come sede per un collegio femminile e un asilo infantile, poi definitivamente destinato ad altri usi di tipo commerciale mentre la chiesa di San Giuseppe continua a solgere servizi religiosi.

## Descrizione
La struttura dell'ex monastero delle Orsoline si trova a Brno nella Moravia Meridionale, Repubblica Ceca. Rappresenta una delle architetture barocche più caratteristiche del centro storico della città, posta tra le vie Josefská e Orlí. L'insieme comprende, oltre agli edifici del monastero vero e proprio, la chiesa di San Giuseppe, la cappella sepolcrale di Cristo sul Monte degli Ulivi e il muro di cinta.

### Chiesa di San Giuseppe
L'edificio sacro è ad una sola navata ed è stato costruito su progetto di Ondřej Erna. rappresenta un'importante architettura ecclesiastica del primo barocco di Brno con interni barocchi uniformi e decorazioni plastiche. La sua facciata si trova in Josefská ulica ed è uno dei simboli della città.

### Cappella sepolcrale di Cristo sul Monte degli Ulivi
La cappella sepolcrale si trova nell'ex giardino del monastero ed è stata costruita nella seconda metà del XVIII secolo. Si tratta di un pregevole edificio del primo barocco. La facciata principale è caratterizzata da lesene che delimitano lo spazio centrale col portale di accesso. Le facciate laterali sono divise da quattro lesene con testate a cornicione e interrotte da un asse di finestra con arco semicircolare. Sopra le lesene corre un cornicione profilato a cordone. Sopra l'ingresso si conserva un cartiglio ovale a rilievo recante lo stemma dei Dietrichstein con cappello cardinalizio e lo stemma del Francescani. Tra le lesene ai lati dell'ingresso si aprono due nicchie. L'interno ha volta a botte e la parte presbiteriale è arricchita di un grande affresco.

### Muro di recinzione
Si tratta del muro intonacato che racchiude l'area del complesso monastico sui lati sud ed est è contiguo agli edifici circostanti per quasi tutta la sezione. È costruito in mattoni ed intonacato. La parte orientale è ad uno o due piani. Il piano terra è diviso da nicchie a volta segmentata, il primo piano da campi rettangolari poco profondi. Si tratta di una parte integrante del monastero.

### Monumento nazionale culturale della Repubblica Ceca
La tutela dei monumenti della Repubblica Ceca considera il monastero delle Orsoline di Brno un monumento culturale nazionale tutelato col numero di catalogo 1000131141. Ad essere tutelato non è solo il monastero ma anche la chiesa, la cappella nell'ex giardino del monastero e lo stesso muro di recinzione.